# Anthracites tibialis
Anthracites tibialis är en insektsart som beskrevs av Heinrich Hugo Karny 1931. Anthracites tibialis ingår i släktet Anthracites och familjen vårtbitare. Inga underarter finns listade i Catalogue of Life.